# Summer Moonlight
«Summer Moonlight» —en español: «Luz de Luna de verano»—, es una canción del disc jockey y productor Bob Sinclar, incluido en su álbum, Paris by Night.

## Video musical
El video musical que acompañó el estreno de «Summer Moonlight», fue lanzado por primera vez en Youtube el 31 de mayo de 2013. Tiene una duración total de tres minutos y 28 segundos.
El video ha sido grabado en Venice Beach, una famosa playa situada en California, Estados Unidos. Desde por la mañana hasta por la noche podemos ver lo que hace Bob Sinclar, para pasar el tiempo en este territorio de paraíso veraniego.

## Lista de canciones y formatos
| Descarga digital |                                          |          |  |
| N.º              | Título                                   | Duración |  |
| 1.               | «Summer Moonlight» (Original Radio Edit) | 3:15     |  |
| 2.               | «Summer Moonlight» (Original Album Mix)  | 7:06     |  |
| 3.               | «Summer Moonlight» (Club Mix)            | 6:00     |  |
| 4.               | «Summer Moonlight» (Ben Delay Remix)     | 5:41     |  |
| 5.               | «Summer Moonlight» (Ben Delay Dub)       | 5:41     |  |

## Posicionamiento en listas
| Lista (2013)                                | Mejor posición |
| ------------------------------------------- | -------------- |
| Bélgica (Flandes) (Ultratop 50)             | 35             |
| Bélgica (Valonia) (Ultratip Bubbling Under) | 2              |